# Kruppomenia delta
Kruppomenia delta is een Solenogastressoort uit de familie van de Simrothiellidae. De wetenschappelijke naam van de soort is voor het eerst geldig gepubliceerd in 2000 door Scheltema & Schander.